# Левон VI
Лево́н VI (арм. Լեւոն Զ Լուսինյան, иногда Левон V) (1342 — 29 ноября 1393) — последний король Армении из армянской ветви рода де Лузиньян. Правил с 1374 по 1375.
Левон был сыном Иоанна де Лузиньяна (коннетабля и регента Армении) и его жены Солданы Грузинской, дочери царя Грузии Георгия V Блистательного. В 1360 году был произведён в рыцари Ордена Меча[уточнить], а 17 октября 1372 года стал сенешалем Иерусалима.

## Король Армении
Рыцарю-крестоносцу Левону де Лузиньяну было суждено стать последним королём Киликийской Армении и процарствовать семь месяцев. В 1374 году будущий монарх прибыл в Сис, где 14 сентября, в день Крестовоздвижения, Левон с супругой, Маргаритой де Суассон (фр. Marguerite de Soissons, арм. Мариун), был помазан на царство в столичном кафедральном соборе Св. Софии.
Позднее, также в сентябре этого года, королева разрешилась от бремени, родив двойню — принцесс Мариам и Катаринэ.

## Падение королевства
В 1369 году киликийский король Константин пытался заключить договор с султаном Египта Зейнуддином Абуль-Маали Шабаном аль-Ашрафом. Племянники и князья были недовольны политикой Константина, и в 1373 г. он был предательски убит. После его смерти киликийскую корону унаследовал его дальний родственник, сын Иоанна де Лузиньяна Левон де Лузиньян.
В 1374 году египетский султан Зейнуддин Абуль-Маали Шабан аль-Ашраф боялся, что рыцарь-крестоносец Левон де Лузиньян сможет восстановить Армянское царство Киликии. Султан вызвал Левона де Лузиньяна во дворец, где принудил подписать обязательство, что он никогда не выедет из Каира.
В 1374 году эпидемия чумы уничтожила войска султана, а голод уничтожил гражданское население султаната, и султан Зейнуддин Абуль-Маали Шабан аль-Ашраф разрешил Левону де Лузиньяну вернуться в Сис.
14 сентября 1374 года, в день Крестовоздвижения, Левон де Лузиньян с супругой Маргаритой де Суассон (фр. Marguerite de Soissons, арм. Мариун), был помазан на царство в кафедральном соборе Св. Софии.

## Последнее сражение Левона де Лузиньяна
В 1375 году римский папа Григорий XI в очередной раз нарушил обещание помочь Левону де Лузиньяну. Мамлюкам удалось завоевать Киликию, которая отныне управлялась совместно губернатором мамлюков и местными князьями.
В 1375 году египетские мамлюки атаковали крепость Сис, где находился король Левон де Лузиньян. Во время атаки мамлюков предатель-лучник ранил короля Левона, а легионеры-киприоты решили выдать его мамлюкам, но отряд телохранителей короля отбил атаку предателей и отстоял крепость Сис. Алеппский эмир Аз-Захир Бейбарс аль-Бундукдари прислал охранную грамоту, гарантировавшую жизнь ему и его семье в случае сдачи Сиса.
Силы защитников столицы были на исходе, голодавшее население уже склонялось к мысли о сдаче, как вдруг Левону VI принесли охранную грамоту алеппского эмира, гарантировавшую жизнь ему и его семье в случае сдачи Сиса. Понимая тщетность сопротивления, Левон сдался на милость победителя и был уведён в Каир вместе с семьёй, католикосом Погосом I и князьями.
Спустя год удалось выкупить Погоса I и королеву Мариун, у которой за время пребывания в плену умерли обе дочери. После освобождения безутешная королева перебралась в Иерусалим, где поселилась в армянском монастыре Сурб Акоб (св. Иакова), там и прожила до конца дней своих.
Католикос Погос и армянские князья попросили у султана Аз-Захир Бейбарса аль-Бундукдари разрешения возвратиться в Сис и жить под его властью. Их просьба была удовлетворена, и они вернулись в Киликию.
В 1375 году Левон письменно обратился к кипрскому королю Пьеру II, чтобы тот ходатайствовал перед султаном и заплатил за освобождение.
В 1377 году из Кипра в Каир с этой целью были отправлены послы, но их задержали в Дамаске и отослали обратно, сказав им, что армянский царь Левон выразил желание постоянно жить в Каире.
В августе 1377 года христианские паломники, дворяне, горожане, монахи проездом в Иерусалим остановились в Каире. В числе последних находился паломник-францисканец Жан Дардель, родом из Этампа (Франция). Он стал духовником и советником Левона де Лузиньяна, пообещав ему после паломничества в Иерусалим вернуться обратно.
По возвращении Жана Дарделя Левон вручил ему свою королевскую печать и верительные грамоты, отправив послом к королю Арагона Педро IV, чтобы тот посодействовал в его освобождении. Прибыв весной 1380 года в Барселону, Дардель сначала уговорил Педро отправить египетским мамлюкам подарки, а затем убедил короля Кастилии Хуана I отправить в Каир паломника Джан-Альфонсо ди Лорика, которому удалось уговорить султана Аль-Мансура отпустить армянского короля в Европу.

## Европа

### Венеция
7 октября 1382 года Левон отплыл из Александрии в сопровождении Жана Дарделя, которого после прибытия 21 октября на Родос назначил канцлером своего королевства. 12 декабря 1382 года он прибыл в Венецию, безуспешно обратившись к дожу и государственному совету за военной помощью против генуэзцев.

### Авиньон
В 1383 году папа Климент VII (в миру — Роберт, граф Женевский) оказал Левону VI торжественный приём в четвёртое воскресенье Великого поста, называемое в католицизме «воскресеньем роз» благословил Левона де Лузиньяна и в присутствии полного собрания кардиналов в Папском дворце (фр. Palais des papes d’Avignon) окурив Золотую Розу фимиамом, окропляя святой водой, обмакивая в миро, наградил Левона де Лузиньяна «Золотой Розой».

### Сеговия
Из Авиньона Левон де Лузиньян отправился в Испанию, где кастильский король Хуан I сделал ошарашивший испанцев жест, подобного которому нет в анналах истории: в 1383 году он подарил Левону VI три города, составлявшие сердце Кастилии, — Мадрид, Андухар и Вилареал (ныне: Сьюдад-Реаль) — и ежегодный дар в 150 000 испанских мараведи, о чём и говорится в документах мадридской городской канцелярии:

9 октября, находясь в городе Сеговия вместе с почтеннейшим и благороднейшим доном Левоном, королём Армении, в палатах монастыря святого Франциска вышеупомянутого города, в присутствии упомянутого короля дона Левона, нашего владыки короля Хуана…

Дар оговорили условием, что Левон вправе владеть городами до конца своей жизни, после чего они будут возвращены кастильской короне.
12 октября 1383 года был созван городской совет Мадрида. Уполномоченные Мадрида отправились к Левону де Лузиньяну и от имени горожан признали его своим сеньором. Акт, относящийся к дарению Мадрида и извлеченный из архива этого города, был опубликован в «HIstoria de la villa y corte Madrid» и помещен в первом томе «Recueil des historiens des croisades. Documents armeniens»..
Дворяне Кастилии, которые таким образом становились вассалами пришлого рыцаря, с нескрываемой враждебностью отнеслись к поступку своего короля, которого они и без того недолюбливали. После таинственной смерти Хуана I 8 октября 1390 года регенты его несовершеннолетнего сына Энрике III аннулировали привилегии, дарованные киликийскому монарху. Началась откровенная травля дворянством и духовенством Левона VI, который 19 октября 1389 года отказался от всех привилегий и отправился во Францию.

### Париж
Париж устроил Левону де Лузиньяну, свергнутому монарху, прием, какого не удостаивал ни одного венценосца. Король Карл VI в сопровождении двора и горожан встречал Левона на подступах к великой столице. Левон поселился здесь, по-прежнему живя надеждой на освобождение Киликии. Он предпринял попытку наладить отношения между Францией и Англией, находившимися в то время в состоянии войны, которая вошла в историю как Столетняя, надеясь получить помощь для освобождения его страны во время нового Крестового похода. Но все его старания остались безрезультатными. Страница истории Киликийского королевства была уже перевернута.

### Лондон
В 1386 году по просьбе Карла VI Левон де Лузиньян, обладавший большим дипломатическим талантом, отправляется в Лондон в попытке наладить отношения между Францией и Англией. Выступая перед королём Ричардом II в качестве посланника французского монарха, армянский царь упрекает Англию в том, что она ведет междоусобную и разорительную войну вместо того, чтобы направить свой меч против врагов на Востоке. Ричард II был впечатлен речью Левона де Лузиньяна и определяет ему в год крупную сумму, пока тот не вернет свое царство..
В надежде на восстановление Киликийского королевства Левон отправился в Британию, где поместил государственную казну на хранение, доверив её английскому королю Эдуарду III Плантагенету (переговоры велись со многими королевскими домами, но договор, вероятно, был подписан с Ричардом II). Стороны заключили соглашение о том, что казна будет храниться в Англии до освобождения и восстановления Армянского Киликийского королевства.

## Смерть

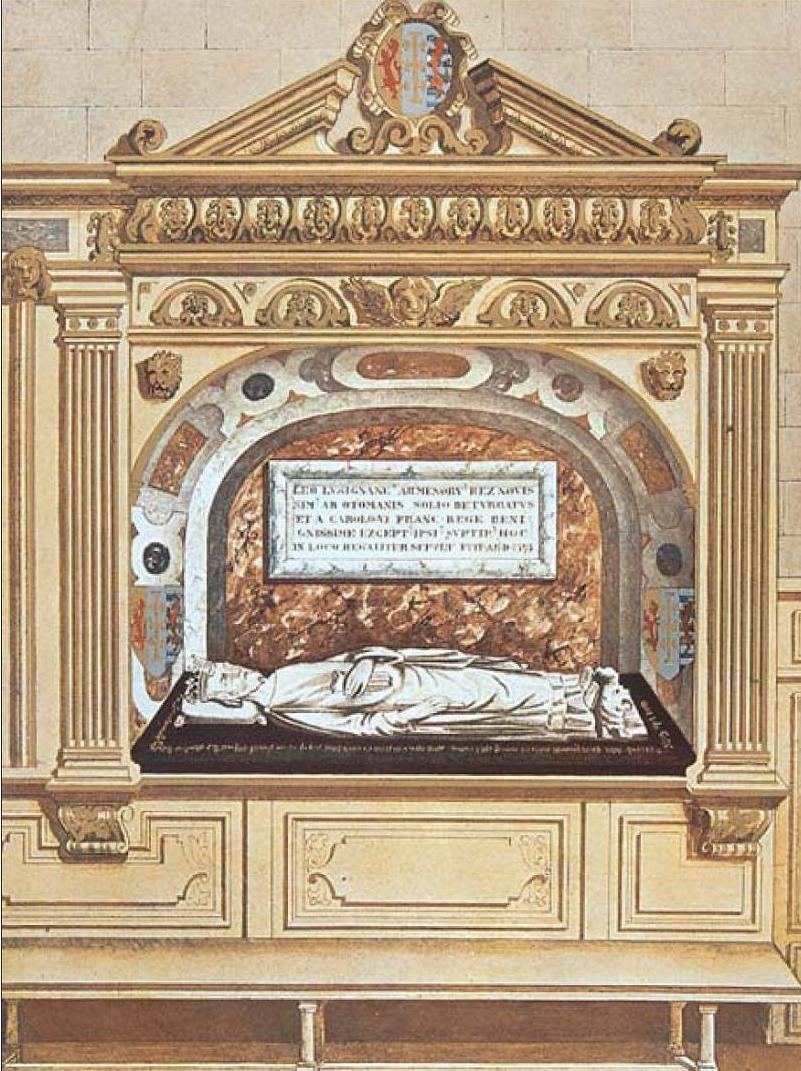
Оригинальная гробница Левона де Лузиньяна, Париж, Монастырь Целестицев

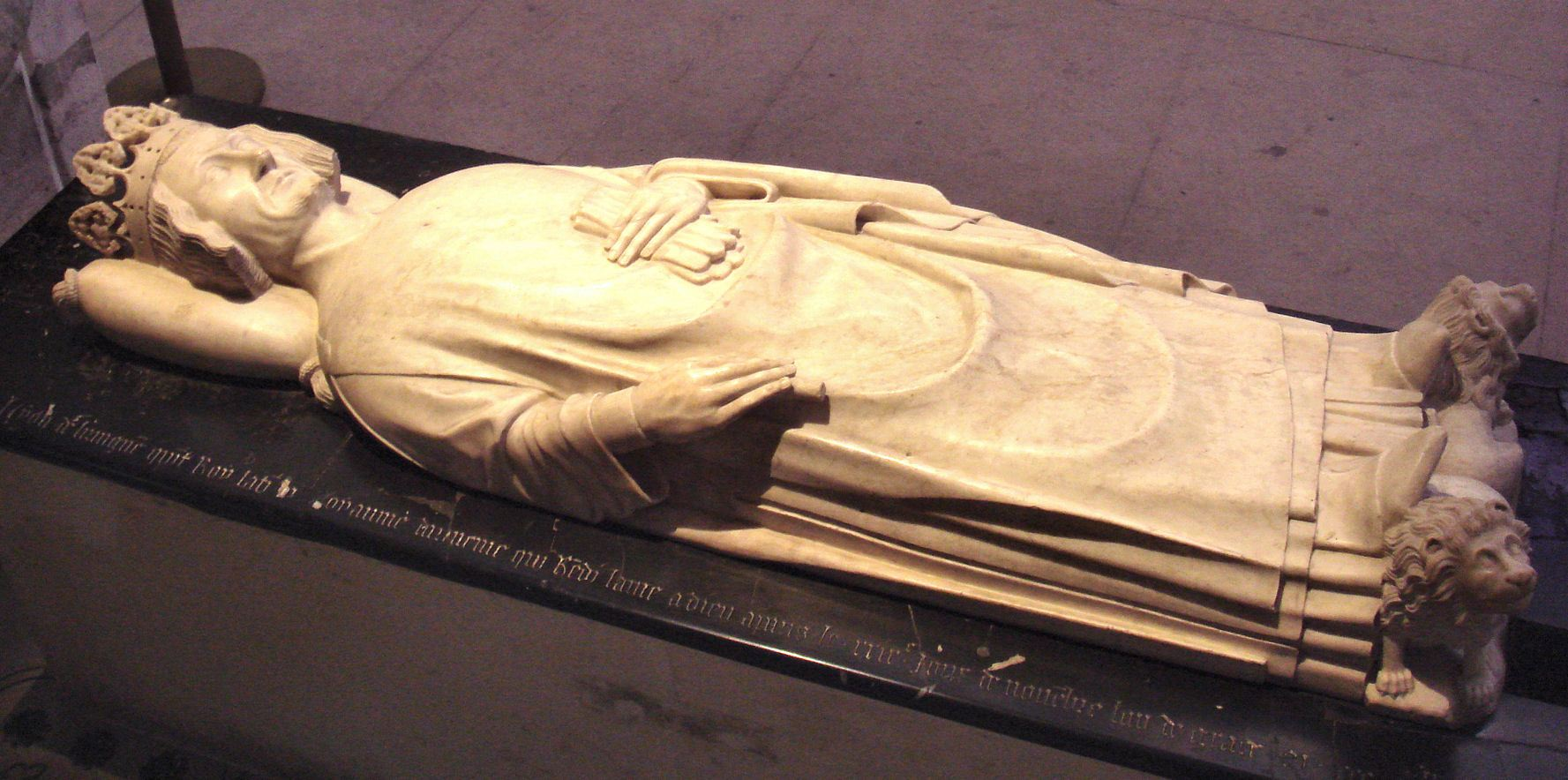
Гробница Левона VI, короля Армении, Сен-Дени Базилика, Франция

Левон умер в Париже 29 ноября 1393 года и был похоронен в Монастыре Целестинцев, втором по значимости месте для погребения королевских особ после Сен-Дени.
Французский историк Фруассар писал о Левоне де Лузиньяне:

Лишенный трона, он сохранил царские добродетели и прибавил к ним еще новые — великодушие и терпение. Со своим добродетелем Карлом VI он обходился как с другом, но никогда не забывал собственного царского сана. И смерть Левона была достойна его жизни.

Ценные свидетельства о последних годах жизни Левона также оставил его вышеназванный духовник и секретарь Жан Дардель, написавший в Италии «Хронику Армении» (фр. Chronique d'Arménie).
Надгробие Левона VI, выполненное анонимным автором, реалистично и качественно; оно, вероятно, сделано ещё при жизни монарха. Левон VI изображен держащим скипетр (теперь сломанный) и перчатки — символ великих принцев. Надгробная плита имеет следующую надпись:

Здесь покоится благородный и превосходный Принц Леон де Лузиньян Пятый, латинский король королевства Армении, который скончался в Париже в 29-й день ноября благословенного года 1393. Молитесь за него.
Оригинальный текст (фр.)
Cy gist tres noble et excellent prince Leon de Lizingnen quint roy latin du royaume d'Armenie qui rendit l'ame a Dieu a Paris le XXIXe jour de novembre l'an de grace M.CCC.IIIIXX.XIII. Priez pour luy

После Французской революции беломраморное надгробие Левона VI перенесли в монастырь Сен-Дени, однако сама могила давно пуста: останки короля Армении вместе с прахом французских монархов были выброшены французскими революционерами.

## Комментарии
1. ↑  Ряд историков ведут нумерацию правителей Армении в средиземноморском регионе Киликии с 1198 года, когда впервые армянский монарх был коронован согласно западно-европейским традициям. Поэтому Левона VI иногда называют Левоном V[2][3]